# Diaglyptidea roepkei
Diaglyptidea roepkei är en stekelart som beskrevs av Henry Lorenz Viereck 1913. Diaglyptidea roepkei ingår i släktet Diaglyptidea och familjen brokparasitsteklar. Inga underarter finns listade i Catalogue of Life.